# Лар (Чад)
Лар (фр. Lar) — деревня в Чаде, расположенная на территории региона Канем. Входит в состав департамента Северный Канем.

## География
Деревня находится в западной части Чада, к северу от озера Чад, на высоте 305 метров над уровнем моря.
Лар расположен на расстоянии приблизительно 249 километров к северо-западу от столицы страны Нджамены.
Ближайшие населённые пункты: Логунда, Лар-Гортофо, Шиге, Кулулуши-Азанга, Тонгурча, Кулулуши, Регаза.
Климат деревни характеризуется как аридный жаркий (BWh в классификации климатов Кёппена).

## Транспорт
Ближайший аэропорт расположен в городе Бол.